# لوسیل براون
لوسیل براون (انگلیسی: Lucile Browne؛ ‏ ۱۸ مارس ۱۹۰۷ – ۱۰ مهٔ ۱۹۷۶) یک هنرپیشه اهل ایالات متحده آمریکا بود. وی بین سال‌های ۱۹۱۴ تا ۱۹۵۰ میلادی فعالیت می‌کرد.
از فیلم‌ها یا برنامه‌های تلویزیونی که وی در آن نقش داشته است، می‌توان به بن‌بست، قانون وحش و برادر شیطان اشاره کرد.